# Sho Madjozi

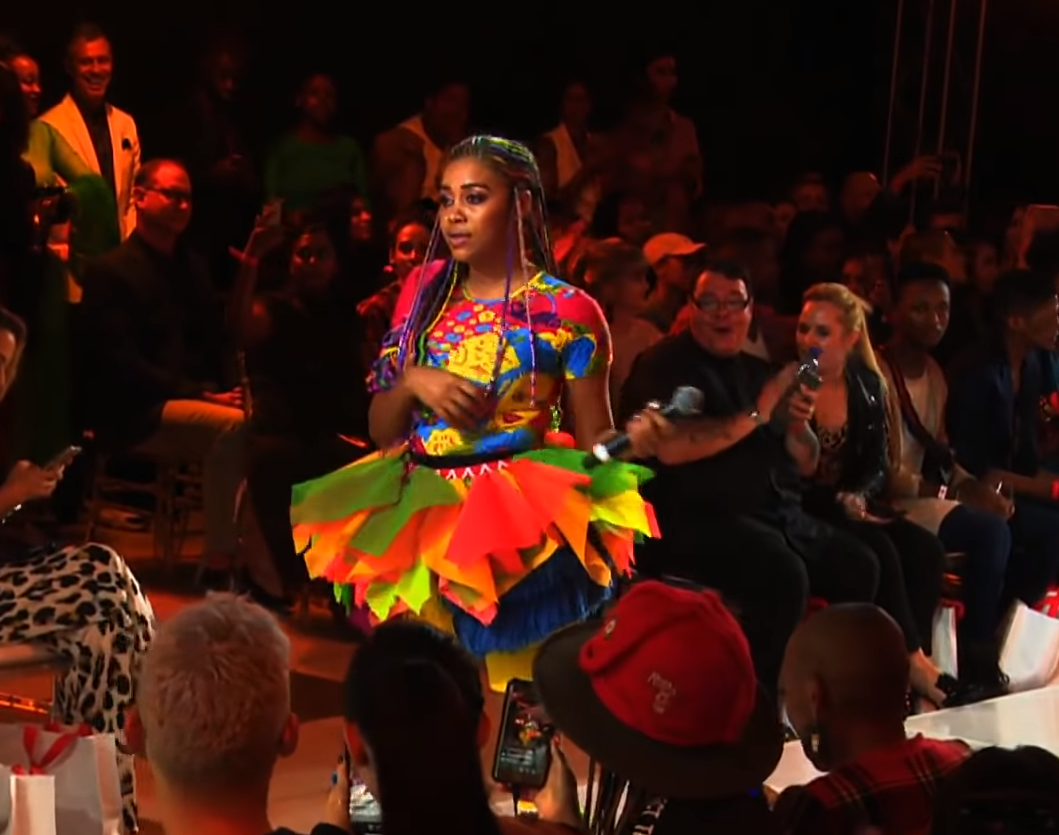
Sho Madjozi (März 2019)

Sho Madjozi, bürgerlich Maya Christinah Xichavo Wegerif (* 9. Mai 1992 in Elim, LM Makhado), ist eine südafrikanische Rapperin, Sängerin, Songwriterin, Schauspielerin und Dichterin. Sie bezieht die Tsonga-Kultur durch ihre Musik und ihr öffentliches Image mit ein. Im Jahr 2019 wurde Sho Madjozi für ihren Beitrag im Musik- und Unterhaltungssektor zu einer der 30 Under 30 von Forbes aus Afrika ernannt.
Sho Madjozi hält ihre Kultur der Tsonga hoch und tritt häufig in traditioneller Kleidung auf. Zudem trägt sie von Fulani- und Tuareg-Frauen beeinflusste Frisuren.
Neben ihrer Muttersprache Tsonga rappt Madjozi auch in Swahili, welches sie durch einen Schulaufenthalt in Tansania fließend spricht, und Englisch.

## Leben und Karriere
Sho Madjozi wurde am 9. Mai 1992 als Kind einer südafrikanischen Mutter und eines schwedischen Vaters im Krankenhaus von Elim geboren und verbrachte Kindheitsjahre im Dorf Shirley, damals im Norden der Provinz Transvaal (heute Limpopo). Während ihrer Schulzeit lebte sie in Polokwane und Tshwane.
Nach dem Abitur an der International School of Tanganyika in Dar es Salaam, Tansania, erhielt Sho Madjozi ein Stipendium für das Mount Holyoke College in South Hadley, Massachusetts, USA, um kreatives Schreiben und Afrikanistik zu studieren. Dort erhielt sie einen Bachelor of Arts. Während ihres Aufenthalts in den USA begann sie Gedichte unter dem Pseudonym MayaThePoet zu schreiben. Die Gedichte handelten von Politik, Identität und Volksgruppen. Sho Madjozi kehrte nach Südafrika zurück, wo sie ein Stipendium für ein Studium an der University of South Africa, Johannesburg, annahm und für andere lokale Künstler Songtexte schrieb. Sie begann unter ihrem Künstlernamen "Sho Madjozi" zu rappen und Musik zu komponieren.

### Karriere
Im April 2017 hatte Madjozi einen Fernsehauftritt als eine der Darsteller des Mzansi Magic-Dramas Telenovela Isithembiso.
Madjozi veröffentlichte am 28. April 2017 ihre Debütsingle "Dumi HiPhone" mit dem Discjockey-Duo PS DJz. 
Am 2. Dezember 2018 trat Sho Madjozi beim Global Citizen Festival: Mandela 100 auf, das von Beyoncé und Jay-Z geleitet wurde.
Limpopo Champions League, Madjozis Debüt-Studioalbum, wurde am 14. Dezember 2018 veröffentlicht. Am 1. Juni 2019 gewann Madjozi bei der 25. Ausgabe der South African Music Awards zwei Preise als Newcomerin des Jahres und für das beste weibliche Album. Sie erhielt auch weitere Nominierungen in anderen Kategorien. Am 23. Juni 2019 erhielt Madjozi bei den BET Awards 2019 einen BET Award für den besten neuen internationalen Act.
Im Juli 2019 wurde Madjozi vom Forbes-Magazin für seinen Beitrag zum Musik- und Unterhaltungssektor in die Liste der 30 unter 30 Kreativen aufgenommen. Die Liste enthielt andere junge afrikanische Kreative wie den nigerianischen Musiker Burna Boy.
Am 15. August 2019 wurde Madjozi auf der globalen Musikplattform COLORS vorgestellt, wo sie ihren Song "John Cena" performte. Am 7. November 2019 trat Madjozi in der Kelly Clarkson Show auf, um über das Lied zu sprechen und eine Bekanntschaft mit John Cena zu machen.
Bei der 4. Verleihung der Mzansi Kwaito and House Music Awards gewann sie den Best Gqom Artist Award.
Im Juli 2020 wurde sie Berichten zufolge beim US-Label Epic Records unter Vertrag genommen.
Am 27. November 2020 wurde Sho Madjozis erstes Mixtape What a Life veröffentlicht, in welchem Thomas Chauke mitwirkt.

## Diskographie
Veröffentlichte Alben und EPs:
- Limpopo Champions League (2018)